# باروك وركس

شعار باروك وركس

باروك وركس (بالإنجليزية: Baroque Works)‏ هي منظمة سرية ظهرت في أنمي ومانغا ون بيس ، وهي تقوم بأصطياد القراصنة فضلا عن أعمال أخرى مثل التخريب والقتل وأصطياد المكافأت ، وهي المنظمة المسؤولة عن الحرب الأهلية في مملكة آراباستا ، يترئسها الشيبوكاي السابق كروكودايل وهي تتكون من 13 عضوا رئيسيا ، فضلا عن الآلف من الموظفين في منظمة الباروك ، يلقب كل من الأعضاء بلقب مثلا مستر 1 أو مستر 2 , ولكل واحد منهم مساعدة تلقب بلقب خاص مثل مس غولدين ويك وحسب أيام الأسبوع ، يكون الترتيب تصاعدياً من الأقوى للأضعف مثل كروكودايل يلقب مستر 0 , هزمت المنظمة على يد قراصنة قبعة القش حيث تمكن لوفي من هزيمة كروكودايل وتحرير آراباستا.

## أعضاء المنظمة
| الاسم            | المكافأة                | اللقب           | معلومات |
| ---------------- | ----------------------- | --------------- | --- |
| كروكودايل        | 81,000,000 بيلي (سابقا) | مستر 0          | هو رئيس المنظمة وأقوى أفرادها يمتلك طاقة الرمل وهو شخص شرير وقوي جدا.                                                    |
| نيكو روبين       | 79,000,000 بيلي         | مس آل ساندي     | هي نائبة الرئيس مستر 0 وهي قوية وتستطيع هزيمة أقوى الخصوم.                                                               |
| داز بونز         | 51,000,000 بيلي (سابقا) | مستر 1          | هو صائد المكافأت السابق في الازرق الغربي وهو أقوى عضو بعد كروكودايل.                                                     |
| بولا             | غير معروف               | مس دابيلفينغر   | وهي مساعدة مستر 1 وتستطيع جعل جسدها أشواك حادة.                                                                          |
| بون كلاي         | 50,000,000 بيلي         | مستر 2          | هو راقص بالي ومقاتل محترف لكنه كوميدي وطيب القلب على عكس بقية الافراد ، وهو الوحيد الذي لا يملك مساعدة ، يصبح صديق لوفي. |
| غالدينيو         | 45,000,000 بيلي         | مستر 3          | هو فنان الشمع التشكيلي ، تقاتل مع لوفي في اللتيل جاردين وهزم منه.                                                        |
| الانسة غولدن ويك | 25,000,000 بيلي         | مس جولدين ويك   | هي مساعدة مستر 3 ورسامة ، ينكنها تغير سلوك الشخص من خلال رسوماتها.                                                       |
| غير معروف        | 40,000,000 بيلي         | مستر 4          | هو رجل ضخم يحمل عصا بيسبول حديدة عملاقة وزنها 4 أطنان.                                                                   |
| غير معروف        | غير معروف               | مس ميري كرستماس | وهي مساعدة مستر 4 وهي امرأة كبيرة في السن وعصبية.                                                                        |
| غير معروف        | 35,000,000 بيلي         | مستر 5          | هو رجل المتفجرات لديه قوة هائلة وكأنه أقوى الأعضاء يمكنه إطلاق رصاصات متفجرة تسبب انفجار هائل.                           |
| غير معروف        | 15,000,000 بيلي         | مس فالنتاين     | وهي مساعدة مستر 5 يمكنها التحكم بوزنها وهي قوية.                                                                         |

## المعارك
- مونكي دي لوفي ورورونوا زورو ضد مستر 5 ومس فالينتين
- مونكي دي لوفي ضد مستر 3
- أوسوب وتوني توني تشوبير ضد مستر 4 ومس ماري كرستماس
- سانجي ضد مستر 2
- نامي ضد مس دابيلفينغر
- رورونوا زورو ضد مستر 1
- مونكي دي لوفي ضد مستر 0